# Amon van Juda
Amon was koning van Juda na het overlijden van zijn vader Manasse. Zijn regeerperiode wordt tegenwoordig gedateerd van 642 v.Chr. tot 640 v.Chr. of van 643 v.Chr. tot 641 v.Chr.
Buiten wat in de Bijbel over Amon geschreven is, is niet veel over zijn leven bekend. In de Bijbel wordt het leven van Amon beschreven in onder andere 2 Kronieken 33 en 2 Koningen 21.
Amons moeder was Mesulleme. Hij werd koning toen hij 22 jaar oud was. Hij herstelde de asherim die zijn vader in de laatste jaren van zijn regeerperiode had vernietigd en liet daarmee opnieuw de oude moedergodincultus toe in Juda. Amon werd na twee jaar regeren echter in zijn paleis vermoord door eigen dienaren. Het volk van Juda vermoordde daarop deze dienaren en stelde Amons zoon Josia aan als zijn opvolger. Amon werd begraven in de tuin van Uzza.